# Daniel Chanis Pinzón
Daniel Chanis Pinzón (* 20. November 1892 in Panama-Stadt; † 2. Januar 1961) war ein panamaischer Mediziner und Politiker. Er amtierte als 24. Staatspräsident des Landes.
Pinzón studierte Medizin an der University of Edinburgh, Schottland, wo er 1917 auch graduierte. Seine Karriere als Arzt war sowohl in Schottland als auch in Panama erfolgreich und veröffentlichte in dieser Zeit zahlreiche medizinische Werke. Durch sein politisches Engagement wurde auch seine politische Karriere zum Erfolg. Bald wurde er Staatssekretär des Finanzministerium, danach Generalkonsul Panamas in Liverpool und London sowie 1948 Vizepräsident seines Landes. Am 28. Juli 1949 übernahm er das Amt des Staatspräsidenten als Nachfolger von Domingo Díaz Arosemena und blieb im Amt bis zum 20. November 1949. Sein Nachfolger wurde der ehemalige Präsident Arnulfo Arias.
| Personendaten    | Personendaten                  |
| ---------------- | ------------------------------ |
| NAME             | Chanis Pinzón, Daniel          |
| KURZBESCHREIBUNG | 24. Staatspräsident von Panama |
| GEBURTSDATUM     | 20. November 1892              |
| GEBURTSORT       | Panama-Stadt                   |
| STERBEDATUM      | 2. Januar 1961                 |